# Witteberg
Witteberg o Witteberge es una cadena montañosa sudafricana justo al lado de la esquina suroeste de Lesotho. La cordillera, que se eleva a 2408 metros, se extiende a lo largo de unos 60 km desde Lundin's Neck en el este hasta Lady Grey en el oeste. La cordillera presta su nombre a la Serie Witteberg, la secuencia fosilífera más alta del Sistema del Cabo de rocas sedimentarias en Sudáfrica.
La serie Witteberg (340-375 Ma) consta de depósitos costeros clásticos de lutitas, areniscas y cuarcitas, y se encuentra debajo de los lechos glaciales y vegetales del Supergrupo Karoo. La serie Witteberg ha proporcionado fragmentos fósiles de plantas similares a Lepidodendron y un gran número del icnotaxón conocido como Spirophyton.
La parte superior de la serie también es rica en fauna paleonisciforme. En 1969, Brian G. Gardiner FLS , profesor de Paleontología en el King's College, describió 7 nuevos géneros y especies de aquí: Australichthys longidorsalis , Aestuarichthys fulcratus , Willomorichthys striatulus , Sundayichthys eleganteulus , Dwykia analensis , Adroichthys tuberculatus y Soetendalichthys cromptoni . También se sumaron a la fauna dos nuevas familias, los Willomorichthyidae y los Dwykiidae.
La cordillera Witteberge en el Estado Libre Oriental en la esquina noroeste de Lesotho es una montaña no relacionada. 'Witteberg' (montaña blanca) es un nombre común en Sudáfrica para cualquier montaña lo suficientemente elevada como para mostrar nevadas durante el invierno.